# Serednoteple, Stanîcino-Luhanske
Serednoteple (în ucraineană Середньотепле) este un sat în comuna Nîjno-Teple din raionul Stanîcino-Luhanske, regiunea Luhansk, Ucraina.